# Пильс, Франсуа
Франсуа Пильс (фр. François Pils; 1785—1867) — французский военный и художник, автор дневника; отец художников Изидора и Эдуара.

## Биография
Родился в 1785 году в Эльзасе. В 1801 году поступил музыкантом в 51-й линейный полк. В 1805 году был зачислен в 3-ю роту 2-го батальона 1-го гренадерского полка.
В качестве денщика генерала Ш. Н. Удино участвовал во всех войнах Первой империи — сражался при Аустерлице, Йене, Фридланде, Эсслинге. Был дважды ранен — в битве при Ваграме и в Полоцком сражении. Во время военных походов Франсуа Пильс вёл путевой дневник и делал множество зарисовок. Этот дневник был опубликован в 1895 году.
После завершения войн Франсуа Пильс поступил в мастерскую О. Верне, где занимался рисунком.
Умер 6 декабря 1867 года, похоронен на парижском кладбище Пер-Лашез.